# Status quo ante bellum
Status quo ante bellum (латински; изговор: статус кво анте белум), латинска изрека која значи „стање као прије рата”. 

## Поријекло изреке
Не зна се ко је изрекао ову изреку.

## Значење
Изрека означава стање државе које рат између непријатељских страна није успио да промјени ни у корист једне, нити у корист друге зараћене стране. Сукоб зараћених воља интереса ни послије рата није измјенио постојеће стање за чију се промјену и ратовало. 
Напримјер: Седмогодишњи рат између Пруске и Аустрије од 1756. до 1763. године завршио се  Status quo ante bellum. (Аустрија је покушала да поврати регију Шлезије, изгубљену у рату за Аустријску сукцесију прије осам година, али је територија остала у рукама Пруса).

## Изрека је проширила првобитно значење
Quo ante bellum се каже када се год жели рећи да никаквих промјена, ма како су смишљане, није било. Да је остало све као и раније!